# Inégalité de Kolmogorov
L'inégalité de Kolmogorov, due à Andreï Kolmogorov, est une étape essentielle de sa démonstration de la loi forte des grands nombres, un des principaux théorèmes de la théorie des probabilités. C'est l'étape où il utilise l'hypothèse d'indépendance (et, sans le dire, la notion de temps d'arrêt).

## Énoncé
Inégalité de Kolmogorov. — Soit une suite {\displaystyle \textstyle \left(Y_{n}\right)_{n\geq 1}} de v.a.r. indépendantes et centrées. Posons
Alors, pour tout {\displaystyle \textstyle x>0},
- L'inégalité

est une conséquence immédiate de l'inégalité de Bienaymé-Tchebychev. La présence du sup rend l'inégalité beaucoup plus précise, donc plus difficile à démontrer.
- Contrairement à la loi forte des grands nombres, l'inégalité de Kolmogorov ne requiert pas des variables de même loi.

## Démonstration
Si {\displaystyle \textstyle \sum _{n\geq 1}{\text{Var}}\left(Y_{n}\right)=+\infty }, l'inégalité est vérifiée. Dans la suite, on suppose que
On pose
On remarque alors que, pour {\displaystyle \textstyle k\leq n},
En effet {\displaystyle \textstyle W_{n}-W_{k}=Y_{k+1}+Y_{k+2}+\dots +Y_{n}}, alors que
Ainsi pour deux boréliens quelconques {\displaystyle \textstyle A} et {\displaystyle \textstyle B}, les deux évènements 
appartiennent aux tribus {\displaystyle \textstyle \sigma \left(Y_{1},Y_{2},\dots ,Y_{k}\right)} et {\displaystyle \textstyle \sigma \left(Y_{k+1},Y_{k+2},\dots ,Y_{n}\right)}, respectivement. Ils sont donc indépendants en vertu du lemme de regroupement, ce qui implique bien {\displaystyle \ \textstyle W_{k}1_{\sigma =k}\ \bot \ W_{n}-W_{k}}. On a
où la troisième inégalité s'obtient en développant le carré en deux termes carrés (dont l'un est supprimé pour minorer l'expression précédente) et un double produit (de deux variables indépendantes, en vertu de {\displaystyle \ \textstyle W_{k}1_{\sigma =k}\ \bot \ W_{n}-W_{k}}). L'égalité suivante tient à ce que {\displaystyle \textstyle W_{n}-W_{k}} est centrée (comme somme de v.a. centrées), et la dernière inégalité découle de la définition du temps d'arrêt {\displaystyle \textstyle \sigma } : par définition, au temps {\displaystyle \textstyle \sigma }, on a
{\displaystyle \textstyle W_{\sigma }>x}. En faisant tendre {\displaystyle \textstyle n} vers l'infini on obtient 
C.Q.F.D.